# Кашина Роса (Кунео)
Кашина Роса је насеље у Италији у округу Кунео, региону Пијемонт.
Према процени из 2011. у насељу је живело 19 становника. Насеље се налази на надморској висини од 541 м.